# Wyścig Maroka WTCC 2015
Wyścig Maroka WTCC 2015 – druga runda World Touring Car Championship w sezonie 2015. Rozegrała się w dniach 17-19 kwietnia 2015 w Marrakeszu na torze Circuit International Automobile Moulay El Hassan.

## Lista startowa
| Nr | Kierowca            | Zespół                          | Samochód                | Opony |
| -- | ------------------- | ------------------------------- | ----------------------- | ----- |
| 2  | Gabriele Tarquini   | Honda Racing Team JAS           | Honda Civic WTCC        | Y     |
| 3  | Tom Chilton         | ROAL Motorsport                 | Chevrolet RML Cruze TC1 | Y     |
| 4  | Tom Coronel         | ROAL Motorsport                 | Chevrolet RML Cruze TC1 | Y     |
| 5  | Norbert Michelisz   | Zengő Motorsport                | Honda Civic WTCC        | Y     |
| 7  | Hugo Valente        | Campos Racing                   | Chevrolet RML Cruze TC1 | Y     |
| 9  | Sébastien Loeb      | Citroën Total WTCC              | Citroën C-Elysée WTCC   | Y     |
| 11 | Grégoire Demoustier | Craft-Bamboo                    | Chevrolet RML Cruze TC1 | Y     |
| 12 | Robert Huff         | Lada Sport Rosneft              | Łada Vesta              | Y     |
| 14 | Michaił Kozłowski   | Lada Sport Rosneft              | Łada Vesta              | Y     |
| 15 | James Thompson      | Lada Sport Rosneft              | Łada Vesta              | Y     |
| 18 | Tiago Monteiro      | Honda Racing Team JAS           | Honda Civic WTCC        | Y     |
| 19 | Rickard Rydell      | Nika International              | Honda Civic WTCC        | Y     |
| 25 | Mehdi Bennani       | Sébastien Loeb Racing           | Citroën C-Elysée WTCC   | Y     |
| 26 | Stefano D'Aste      | ALL–INKL.COM Münnich Motorsport | Chevrolet RML Cruze TC1 | Y     |
| 27 | John Filippi        | Campos Racing                   | Chevrolet RML Cruze TC1 | Y     |
| 33 | Ma Qinghua          | Citroën Total WTCC              | Citroën C-Elysée WTCC   | Y     |
| 37 | José María López    | Citroën Total WTCC              | Citroën C-Elysée WTCC   | Y     |
| 68 | Yvan Muller         | Citroën Total WTCC              | Citroën C-Elysée WTCC   | Y     |
| 98 | Dušan Borković      | Proteam Racing                  | Honda Civic WTCC        | Y     |
| Nr | Kierowca            | Zespół                          | Samochód                | Opony |

## Wyniki

### I Sesja treningowa
| Nr | Kierowca         | Konstruktor        | Czas     | Okr. |
| -- | ---------------- | ------------------ | -------- | ---- |
| 37 | José María López | Citroën Total WTCC | 1:44,057 | 7    |

### II Sesja treningowa
| Nr | Kierowca         | Konstruktor        | Czas     | Okr. |
| -- | ---------------- | ------------------ | -------- | ---- |
| 37 | José María López | Citroën Total WTCC | 1:44,540 | 10   |

### Kwalifikacje
Źródło: fiawtcc.com
| Poz. | Nr | Kierowca            | Konstruktor           | Q1       | Q2       | Q3       | Poz. s. |
| --- | --- | ------------------- | --------------------- | -------- | -------- | -------- | ------- |
| 1 | 37 | José María López    | Citroën Total WTCC    | 1:43,845 | 1:43,393 | 1:43,854 | 1       |
| 2 | 25 | Mehdi Bennani       | Sébastien Loeb Racing | 1:44,648 | 1:43,987 | 1:44,109 | 2       |
| 3 | 33 | Ma Qinghua          | Citroën Total WTCC    | 1:43,652 | 1:43,971 | 1:44,582 | 3       |
| 4 | 7 | Hugo Valente        | Campos Racing         | 1:44,378 | 1:43,882 | -        | 12      |
| 5 | 3 | Tom Chilton         | ROAL Motorsport       | 1:44,559 | 1:44,062 | -        | 13      |
| 6 | 5 | Norbert Michelisz   | Zengő Motorsport      | 1:44,472 | 1:44,102 | -        | 7       |
| 7 | 18 | Tiago Monteiro      | Honda Racing Team JAS | 1:44,250 | 1:44,118 | -        | 4       |
| 8 | 9 | Sébastien Loeb      | Citroën Total WTCC    | 1:44,185 | 1:44,150 | -        | 5       |
| 9 | 4 | Tom Coronel         | ROAL Motorsport       | 1:44,539 | 1:44,177 | -        | 6       |
| 10 | 68 | Yvan Muller         | Citroën Total WTCC    | 1:43,844 | 1:44,185 | -        | 10      |
| 11 | 2 | Gabriele Tarquini   | Honda Racing Team JAS | 1:44,339 | 1:44,313 | -        | 8       |
| 12 | 26 | Stefano D'Aste      | Münnich Motorsport    | 1:44,716 | 1:44,573 | -        | 9       |
| 13 | 12 | Robert Huff         | Lada Sport Rosneft    | 1:44,834 | -        | -        | 14      |
| 14 | 98 | Dušan Borković      | Proteam Racing        | 1:45,087 | -        | -        | NW      |
| 15 | 27 | John Filippi        | Campos Racing         | 1:45,773 | -        | -        | 17      |
| 16 | 15 | James Thompson      | Lada Sport Rosneft    | 1:46,113 | -        | -        | 15      |
| 17 | 11 | Grégoire Demoustier | Craft-Bamboo          | 1:46,261 | -        | -        | 16      |
| 18 | 14 | Michaił Kozłowski   | Lada Sport Rosneft    | 1:46,407 | -        | -        | 11      |
| Poz. | Nr | Kierowca            | Konstruktor           | Q1       | Q2       | Q3       | Poz. s. |
| \| Legenda \| Legenda \| \| ------------------------ \| ---------------------------------------------------------------------------------------------------------------------------------------------------------------------------------------------------------------------------------------------------------------- \| \| Poz. Nr Q1 Q2 Q3 Poz. s. \| Pozycja zajęta w sesji kwalifikacyjnej Numer startowy kierowcy Wynik uzyskany w pierwszej części kwalifikacji Wynik uzyskany w drugiej części kwalifikacji Wynik uzyskany w trzeciej części kwalifikacji Pozycja startowa po uwzględnięniu kar, przesunięć, itp. \| | |                     |                       |          |          |          |         |
| Legenda | |                     |                       |          |          |          |         |
| Poz. Nr Q1 Q2 Q3 Poz. s. | Pozycja zajęta w sesji kwalifikacyjnej Numer startowy kierowcy Wynik uzyskany w pierwszej części kwalifikacji Wynik uzyskany w drugiej części kwalifikacji Wynik uzyskany w trzeciej części kwalifikacji Pozycja startowa po uwzględnięniu kar, przesunięć, itp. |                     |                       |          |          |          |         |

### Wyścig 1

#### Wyścig
Źródło: Wyprzedź Mnie!
| P                                                     | + / –     | Nr | Kierowca            | Konstruktor           | Okr. | Czas / Strata | Komentarz |
| ----------------------------------------------------- | --------- | -- | ------------------- | --------------------- | ---- | ------------- | --------- |
| 1                                                     | Bez zmian | 37 | José María López    | Citroën Total WTCC    | 14   | 24:31,802     |           |
| 2                                                     | 1         | 33 | Ma Qinghua          | Citroën Total WTCC    | 14   | +0:00,942     |           |
| 3                                                     | 2         | 9  | Sébastien Loeb      | Citroën Total WTCC    | 14   | +0:04,492     |           |
| 4                                                     | 2         | 25 | Mehdi Bennani       | Sébastien Loeb Racing | 14   | +0:05,405     |           |
| 5                                                     | 5         | 68 | Yvan Muller         | Citroën Total WTCC    | 14   | +0:21,617     |           |
| 6                                                     | 2         | 18 | Tiago Monteiro      | Honda Racing Team JAS | 14   | +0:22,986     |           |
| 7                                                     | 1         | 2  | Gabriele Tarquini   | Honda Racing Team JAS | 14   | +0:23,410     |           |
| 8                                                     | 1         | 5  | Norbert Michelisz   | Zengő Motorsport      | 14   | +0:24,799     |           |
| 9                                                     | Bez zmian | 26 | Stefano D'Aste      | Münnich Motorsport    | 14   | +0:26,904     |           |
| 10                                                    | 4         | 12 | Robert Huff         | Lada Sport Rosneft    | 14   | +0:35,044     |           |
| 11                                                    | 4         | 15 | James Thompson      | Lada Sport Rosneft    | 14   | +0:45,222     |           |
| 12                                                    | 1         | 14 | Michaił Kozłowski   | Lada Sport Rosneft    | 14   | +0:53,650     |           |
| 13                                                    | 4         | 27 | John Filippi        | Campos Racing         | 14   | +0:54,397     |           |
| 14                                                    | 1         | 3  | Tom Chilton         | ROAL Motorsport       | 14   | +1:00,552     | [ e ]     |
| 15                                                    | 3         | 7  | Hugo Valente        | Campos Racing         | 11   | +3 okr        |           |
| Niesklasyfikowani                                     |           |    |                     |                       |      |               |           |
|                                                       |           | 11 | Grégoire Demoustier | Craft-Bamboo          | 8    |               |           |
|                                                       |           | 4  | Tom Coronel         | ROAL Motorsport       | 1    |               |           |
| Nie wystartowali / niedopuszczeni do ponownego startu |           |    |                     |                       |      |               |           |
|                                                       |           | 98 | Dušan Borković      | Proteam Racing        |      |               |           |
| P                                                     | + / –     | Nr | Kierowca            | Konstruktor           | Okr. | Czas / Strata | Komentarz |

#### Najszybsze okrążenie
| Nr | Kierowca         | Konstruktor        | Czas     | Okr. |
| -- | ---------------- | ------------------ | -------- | ---- |
| 37 | José María López | Citroën Total WTCC | 1:43,847 | 13   |

#### Prowadzenie w wyścigu
| Nr                              | Kierowca         | Okrążenia | Suma |
| ------------------------------- | ---------------- | --------- | ---- |
| 37                              | José María López | 1-14      | 14   |
| \| Wykres \| \| ------ \| \| \| |                  |           |      |
| Wykres                          |                  |           |      |
|                                 |                  |           |      |

### Wyścig 2

#### Wyścig
Źródło: Wyprzedź Mnie!
| P                                                     | + / –     | Nr | Kierowca            | Konstruktor           | Okr. | Czas / Strata | Komentarz |
| ----------------------------------------------------- | --------- | -- | ------------------- | --------------------- | ---- | ------------- | --------- |
| 1                                                     | Bez zmian | 68 | Yvan Muller         | Citroën Total WTCC    | 14   | 24:22,255     |           |
| 2                                                     | 1         | 9  | Sébastien Loeb      | Citroën Total WTCC    | 14   | +0:00,552     |           |
| 3                                                     | 7         | 37 | José María López    | Citroën Total WTCC    | 14   | +0:18,113     |           |
| 4                                                     | 2         | 3  | Tom Chilton         | ROAL Motorsport       | 14   | +0:22,754     |           |
| 5                                                     | 6         | 2  | Gabriele Tarquini   | Honda Racing Team JAS | 14   | +0:39,496     |           |
| 6                                                     | 6         | 26 | Stefano D'Aste      | Münnich Motorsport    | 14   | +0:40,215     |           |
| 7                                                     | 10        | 15 | James Thompson      | Lada Sport Rosneft    | 14   | +0:54,634     |           |
| 8                                                     | 6         | 27 | John Filippi        | Campos Racing         | 14   | +0:55,245     |           |
| 9                                                     | 2         | 7  | Hugo Valente        | Campos Racing         | 14   | +0:56,490     | [ e ]     |
| 10                                                    | 2         | 33 | Ma Qinghua          | Citroën Total WTCC    | 14   | +0:59,952     |           |
| 11                                                    | 6         | 5  | Norbert Michelisz   | Zengő Motorsport      | 14   | +1:07,677     | [ e ]     |
| 12                                                    | 3         | 25 | Mehdi Bennani       | Sébastien Loeb Racing | 14   | +1:10,653     | [ e ]     |
| Niesklasyfikowani                                     |           |    |                     |                       |      |               |           |
|                                                       |           | 11 | Grégoire Demoustier | Craft-Bamboo          | 10   |               |           |
|                                                       |           | 12 | Robert Huff         | Lada Sport Rosneft    | 1    |               |           |
|                                                       |           | 18 | Tiago Monteiro      | Honda Racing Team JAS | 1    |               |           |
|                                                       |           | 4  | Tom Coronel         | ROAL Motorsport       | 0    |               |           |
|                                                       |           | 14 | Michaił Kozłowski   | Lada Sport Rosneft    | 0    |               | [ e ]     |
| Nie wystartowali / niedopuszczeni do ponownego startu |           |    |                     |                       |      |               |           |
|                                                       |           | 98 | Dušan Borković      | Proteam Racing        |      |               |           |
| P                                                     | + / –     | Nr | Kierowca            | Konstruktor           | Okr. | Czas / Strata | Komentarz |

#### Najszybsze okrążenie
| Nr | Kierowca         | Konstruktor        | Czas     | Okr. |
| -- | ---------------- | ------------------ | -------- | ---- |
| 37 | José María López | Citroën Total WTCC | 1:43,480 | 6    |

#### Prowadzenie w wyścigu
| Nr                              | Kierowca    | Okrążenia | Suma |
| ------------------------------- | ----------- | --------- | ---- |
| 68                              | Yvan Muller | 1-14      | 14   |
| \| Wykres \| \| ------ \| \| \| |             |           |      |
| Wykres                          |             |           |      |
|                                 |             |           |      |

## Klasyfikacja po zakończeniu rundy

### Kierowcy
| P  | +/− | Kierowca            | Starty | Punkty | P1 | P2 | P3 | PP | NO | NS |
| -- | --- | ------------------- | ------ | ------ | -- | -- | -- | -- | -- | -- |
| 1  | 0   | José María López    | 4      | 93     | 2  | 1  | 1  | 2  | 3  | -  |
| 2  | 0   | Sébastien Loeb      | 4      | 76     | 1  | 1  | 2  | -  | 1  | -  |
| 3  | +1  | Yvan Muller         | 4      | 57     | 1  | 1  | -  | 1  | -  | -  |
| 4  | +2  | Ma Qinghua          | 4      | 38     | -  | 1  | -  | -  | -  | -  |
| 5  | 0   | Gabriele Tarquini   | 4      | 38     | -  | -  | -  | -  | -  | -  |
| 6  | −3  | Tiago Monteiro      | 4      | 36     | -  | -  | 1  | -  | -  | 1  |
| 7  | +1  | Mehdi Bennani       | 4      | 26     | -  | -  | -  | -  | -  | -  |
| 8  | +1  | Tom Chilton         | 4      | 21     | -  | -  | -  | -  | -  | -  |
| 9  | −2  | Norbert Michelisz   | 4      | 18     | -  | -  | -  | -  | -  | -  |
| 10 | +1  | Stefano D'Aste      | 4      | 12     | -  | -  | -  | -  | -  | 1  |
| 11 | N   | James Thompson      | 4      | 6      | -  | -  | -  | 1  | -  | 2  |
| 12 | +2  | John Filippi        | 4      | 4      | -  | -  | -  | -  | -  | 1  |
| 13 | N   | Hugo Valente        | 3      | 4      | -  | -  | -  | -  | -  | 1  |
| 14 | −4  | Rickard Rydell      | 2      | 3      | -  | -  | -  | -  | -  | -  |
| 15 | −3  | Grégoire Demoustier | 4      | 1      | -  | -  | -  | -  | -  | 2  |
| 16 | N   | Robert Huff         | 4      | 1      | -  | -  | -  | -  | -  | 3  |
| 17 | −4  | Dušan Borković      | 2      | 0      | -  | -  | -  | -  | -  | 1  |
| 18 | N   | Michaił Kozłowski   | 2      | 0      | -  | -  | -  | -  | -  | 1  |
| 19 | −4  | Tom Coronel         | 4      | 0      | -  | -  | -  | -  | -  | 3  |
| P  | +/− | Kierowca            | Starty | Punkty | P1 | P2 | P3 | PP | NO | NS |

### Producenci
| P | +/− | Konstruktor | Starty | Punkty | P1 | P2 | P3 | PP | NO | NS |
| - | --- | ----------- | ------ | ------ | -- | -- | -- | -- | -- | -- |
| 1 | 0   | Citroën     | 20     | 190    | 4  | 4  | 3  | 2  | 4  | -  |
| 2 | 0   | Honda       | 16     | 116    | -  | -  | 1  | -  | -  | 1  |
| 3 | 0   | Łada        | 10     | 32     | -  | -  | -  | -  | -  | 5  |
| P | +/− | Konstruktor | Starty | Punkty | P1 | P2 | P3 | PP | NO | NS |

### Kierowcy niezależni
| P | +/− | Kierowca            | Starty | Punkty | P1 | P2 | P3 | PP | NO | NS |
| - | --- | ------------------- | ------ | ------ | -- | -- | -- | -- | -- | -- |
| 1 | +2  | Mehdi Bennani       | 4      | 30     | 2  | -  | -  | 1  | 3  | -  |
| 2 | −1  | Norbert Michelisz   | 4      | 30     | 1  | 2  | -  | -  | 1  | -  |
| 3 | −1  | Tom Chilton         | 4      | 29     | 1  | 1  | 1  | 1  | -  | -  |
| 4 | +1  | Stefano D'Aste      | 4      | 20     | -  | 1  | 2  | -  | -  | 1  |
| 5 | +2  | John Filippi        | 4      | 15     | -  | -  | 1  | -  | -  | 1  |
| 6 | −2  | Grégoire Demoustier | 4      | 9      | -  | -  | -  | -  | -  | 2  |
| 7 | N   | Hugo Valente        | 3      | 8      | -  | -  | -  | -  | -  | 1  |
| 8 | −2  | Dušan Borković      | 2      | 5      | -  | -  | -  | -  | -  | 1  |
| 9 | −1  | Tom Coronel         | 4      | 2      | -  | -  | -  | 2  | -  | 3  |
| P | +/− | Kierowca            | Starty | Punkty | P1 | P2 | P3 | PP | NO | NS |